# Lhospitalet
Lhospitalet (okzitanisch: L’Espitalet) ist eine ehemalige französische Gemeinde mit 499 Einwohnern (Stand: 1. Januar 2022) im Département Lot in der Region Okzitanien. Sie gehörte zum Arrondissement Cahors. Die Bewohner werden Hospitalétiens und Hospitalétiennes genannt. Lhospitalet liegt an der Via Podiensis, einer Variante des Jakobswegs.
Der Erlass der Präfektin vom 20. August 2024 legte mit Wirkung zum 1. Januar 2025 die Eingliederung von Lhospitalet als Commune déléguée zusammen mit der früheren Gemeinde Pern zur Commune nouvelle Pern-Lhospitalet fest.

## Geografie

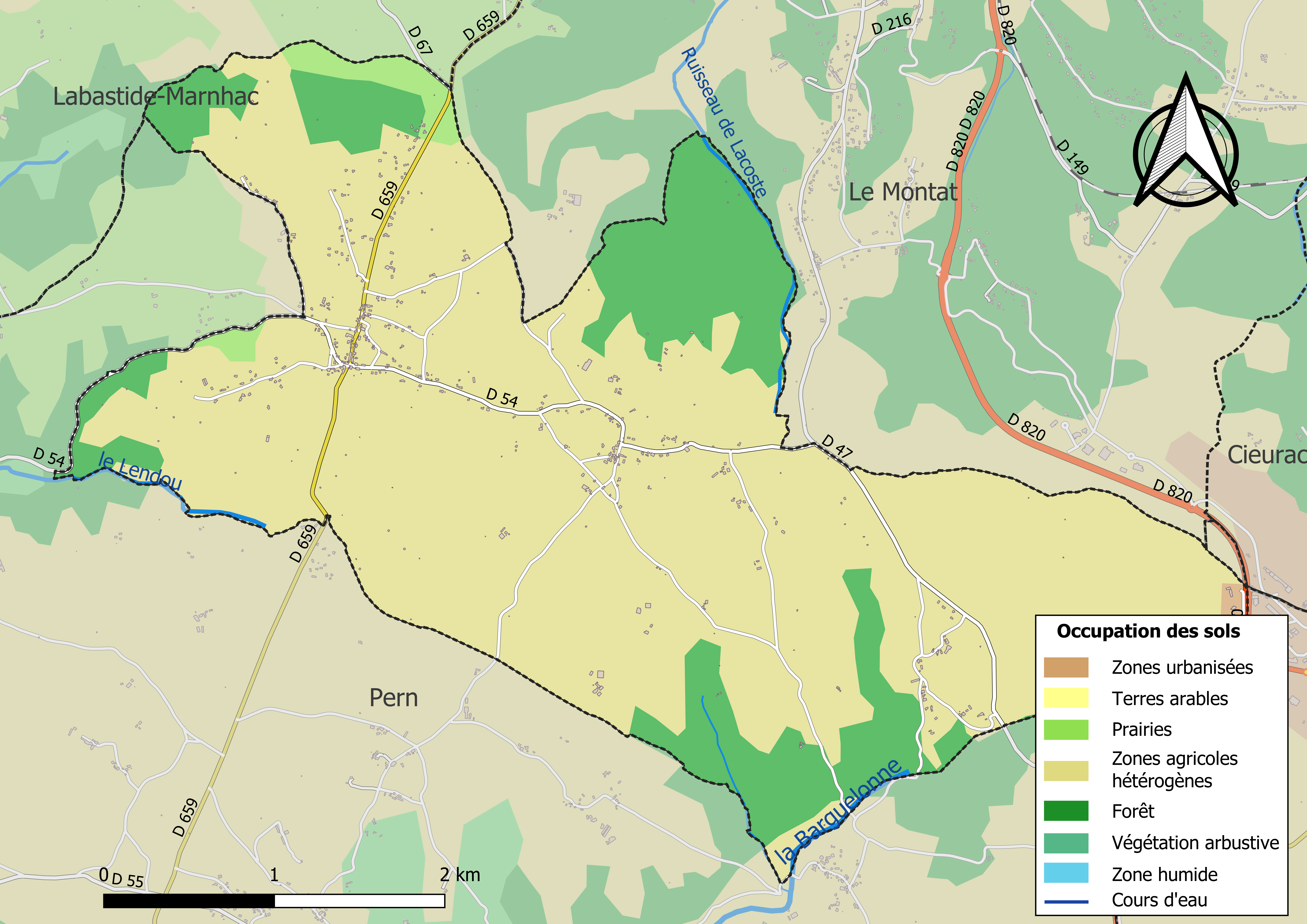
Bodennutzung und Infrastruktur von Lhospitalet (2018)

Lhospitalet liegt in der Région naturelle des Quercy Blanc, etwa 10 Kilometer südsüdwestlich von Cahors. Das Ortsgebiet wird entwässert vom Lendou und von der zeitweise trockenfallenden Barguelonne, vom zeitweise trockenfallenden Ruisseau de Lacoste, der an der Gemeindegrenze zur Nachbargemeinde Le Montat entspringt, und vom zeitweise trockenfallenden Ruisseau du Moulinas. Das Zentrum liegt leicht erhöht auf einer Höhe von etwa 300 m. Das Relief des Gebiets ist insgesamt leicht hügelig mit einer maximalen Erhebung von 330 m in der Nähe des Zentrums und einer minimalen Höhe von 217 m beim Austritt des Ruisseau de Lacoste aus dem Gemeindegebiet.
Teile des Gebiets von Lhospitalet gehören zum Natura-2000-Schutzgebiet „Serres de Saint-Paul-de-Loubressac et de Saint-Barthélémy, et causse de Pech Tondut“ (FR7300917) und zu zwei ZNIEFF-Naturzonen. Rund 78 % der Fläche von Lhospitalet werden landwirtschaftlich genutzt, rund 19 % sind bewaldet, rund 2 % entfallen auf Industrie-, Gewerbe- und Verkehrsflächen (Stand: 2018).
Umgeben wird Lhospitalet von den Nachbargemeinden Labastide-Marnhac im Norden und Nordwesten, Le Montat im Norden und Nordosten, Fontanes im Südosten sowie von der Commune déléguée Pern im Süden und Westen.

## Geschichte
Der Ursprung der Gründung des Hospitals, von dem der Name Lhospitalet stammt, ist umstritten, jedoch ein Artikel von Patrice Foissac im Bulletin de la Société des Etudes du Lot aus dem Jahr 2016, der auf der Entdeckung eines „Papiernotizbuchs“ im Archiv des Départements basiert, das die Dokumente des ehemaligen Hospitals von Lhospitalet auflistet, bietet mehr Gewissheit über die Gründungszeit des Hospitals und der Kirche Unserer Lieben Frau. Statt im Jahr 1095 (nach Angaben des Chronisten Fouilhac, gefolgt vom Quercy-Historiker G. Lacoste) ist es wahrscheinlicher, dass es um die Mitte des 13. Jahrhunderts von der Dame Hélène, der Frau von Pons de Gourdon-Castelnau, gegründet wurde.
Eine Legende besagt, dass Dame Hélène und ihr Begleiter, nachdem sie mit ihren Pferden im Sumpf am Grund eines Tals feststeckten, dachten, sie könnten sich nicht befreien. Dame Hélène gelobte dann, wenn es ihnen gelänge, aus dieser schlimmen Situation herauszukommen, an diesem Ort ein Hospital und ein der Jungfrau gewidmetes Oratorium zu gründen und sich der Pflege der Armen und Pilger zu widmen. Nachdem sie an Land zurückkehren konnte, erfüllte sie ihr Gelübde. Ob Legende oder Realität, dies ist der Ursprung des Hospitals LHospitalet, bekannt als „Dame Hélène“, südlich von Cahors, an der Kreuzung der Straße, die nach Moissac über Castelnau Montratier und das Lendou-Tal oder über Durfort-Lacapelette führt, und der alten Römerstraße, die von Varaire und Granéjouls, einem Weiler von Lhospitalet, kam, wo sich auch ein weiteres Hospital befand, das 1246 angegliedert wurde, wie in einem Dokument aus dem Jahr 1678 erwähnt wurde.
Im 17. Jahrhundert war die Bezeichnung „Saint-Jacques“ fest mit diesem Haus verbunden, das gewöhnlich als „Kommende von L’Hospitalet oder vom Saint-Jacques-Hospital des besagten Ortes L’Hospitalet“ bezeichnet wurde, während sein Nebengebäude Granéjouls speziell für Jakobspilger bestimmt war. Es ist wahrscheinlich, dass das Hospital hauptsächlich die arme Bevölkerung der Nachbarschaft versorgte und Pilger nur einen untergeordneten Platz einnahmen. Von dieser Einrichtung, die zu einem ungewissen Zeitpunkt zerstört wurde, sind kaum noch Spuren vorhanden, abgesehen von einigen Arkaden, die in die Mauer des Friedhofs eingelassen sind, der wahrscheinlich größtenteils an dieser Stelle errichtet wurde.
Während der Französischen Revolution wurde Granejouls eingemeindet. Die Gemeinde hieß zeitweise L’Hôpital et Gramjouls.
Die Entdeckung eines gallorömischen Mosaiks im Weiler Bellefond bei Luftaufnahmen Ende der 1960er Jahre beweist, dass dieser Teil von Lhospitalet vor etwa 2000 Jahren bewohnt war. Dieses etwa 80 m² große Mosaik wurde 1981 von einem Team aus Ausgrabungen und Antiquitäten der Stadt Toulouse deponiert. Ein Element dieses Mosaiks ist in der Gemeindebibliothek von Pern-Lhospitalet ausgestellt. Der Rest wird im Henri-Martin-Museum in Cahors aufbewahrt.

## Bevölkerungsentwicklung

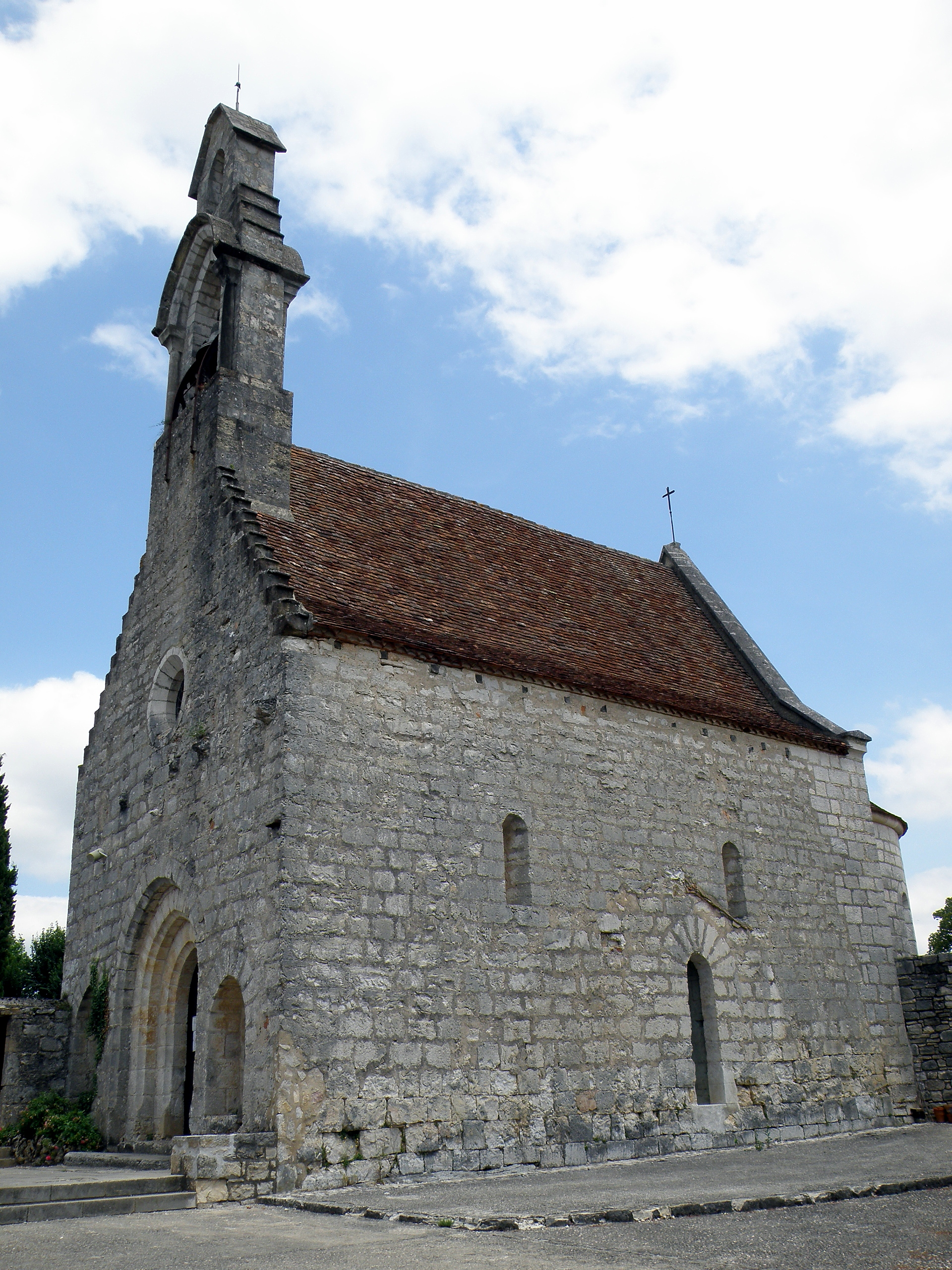
Kirche Notre-Dame-de-la-Nativité

| Lhospitalet: Einwohnerzahlen von 1793 bis 2020                                                                             | Lhospitalet: Einwohnerzahlen von 1793 bis 2020 | Lhospitalet: Einwohnerzahlen von 1793 bis 2020 | Lhospitalet: Einwohnerzahlen von 1793 bis 2020 | Lhospitalet: Einwohnerzahlen von 1793 bis 2020 |
| --- | ---------------------------------------------- | ---------------------------------------------- | ---------------------------------------------- | ---------------------------------------------- |
| Jahr |                                                |                                                |                                                | Einwohner                                      |
| 1793 | 1793                                           |                                                | 318                                            | 318                                            |
| 1800 | 1800                                           |                                                | 683                                            | 683                                            |
| 1806 | 1806                                           |                                                | 677                                            | 677                                            |
| 1821 | 1821                                           |                                                | 620                                            | 620                                            |
| 1831 | 1831                                           |                                                | 697                                            | 697                                            |
| 1836 | 1836                                           |                                                | 654                                            | 654                                            |
| 1841 | 1841                                           |                                                | 704                                            | 704                                            |
| 1846 | 1846                                           |                                                | 699                                            | 699                                            |
| 1851 | 1851                                           |                                                | 682                                            | 682                                            |
| 1856 | 1856                                           |                                                | 618                                            | 618                                            |
| 1861 | 1861                                           |                                                | 649                                            | 649                                            |
| 1866 | 1866                                           |                                                | 637                                            | 637                                            |
| 1872 | 1872                                           |                                                | 618                                            | 618                                            |
| 1876 | 1876                                           |                                                | 609                                            | 609                                            |
| 1881 | 1881                                           |                                                | 574                                            | 574                                            |
| 1886 | 1886                                           |                                                | 521                                            | 521                                            |
| 1891 | 1891                                           |                                                | 460                                            | 460                                            |
| 1896 | 1896                                           |                                                | 429                                            | 429                                            |
| 1901 | 1901                                           |                                                | 385                                            | 385                                            |
| 1906 | 1906                                           |                                                | 402                                            | 402                                            |
| 1911 | 1911                                           |                                                | 369                                            | 369                                            |
| 1921 | 1921                                           |                                                | 309                                            | 309                                            |
| 1926 | 1926                                           |                                                | 310                                            | 310                                            |
| 1931 | 1931                                           |                                                | 284                                            | 284                                            |
| 1936 | 1936                                           |                                                | 267                                            | 267                                            |
| 1946 | 1946                                           |                                                | 246                                            | 246                                            |
| 1954 | 1954                                           |                                                | 228                                            | 228                                            |
| 1962 | 1962                                           |                                                | 218                                            | 218                                            |
| 1968 | 1968                                           |                                                | 241                                            | 241                                            |
| 1975 | 1975                                           |                                                | 262                                            | 262                                            |
| 1982 | 1982                                           |                                                | 272                                            | 272                                            |
| 1990 | 1990                                           |                                                | 299                                            | 299                                            |
| 1999 | 1999                                           |                                                | 373                                            | 373                                            |
| 2006 | 2006                                           |                                                | 441                                            | 441                                            |
| 2013 | 2013                                           |                                                | 458                                            | 458                                            |
| 2020 | 2020                                           |                                                | 502                                            | 502                                            |
| Quelle(n): EHESS/Cassini bis 1999, INSEE ab 2006 Anmerkung(en): Ab 1962 offizielle Zahlen ohne Einwohner mit Zweitwohnsitz |                                                |                                                |                                                |                                                |

## Sehenswürdigkeiten
Die ältesten Teile der Kirche Notre-Dame-de-la-Nativité, Eingangsportal und Apsis, könnten aus dem Ende des 12. Jahrhunderts oder der ersten Hälfte des 13. Jahrhunderts stammen. Die Nord- und Südkapellen stammen möglicherweise aus dem frühen 16. Jahrhundert. Die Apsis wurde zu einem unbekannten Zeitpunkt erhöht, möglicherweise um als Zufluchtsort zu dienen. Im 19. Jahrhundert wurde an der Westfassade ein Glockengiebel angebaut und das Kirchenschiff verlängert.